# Дора Каррінгтон
Дора Каррінгтон (англ. Dora de Houghton Carrington; 29 березня 1893, Херефорд — 11 березня 1932, Ньюбері) — англійська художниця і феміністка.

## Життя і творчість
Дора Каррінгтон народилася в сім'ї заможного адвоката. Уроки малювання почала брати ще в дитячі роки. Пізніше отримала стипендію для навчання в лондонській Школі витончених мистецтв Слейд, де познайомилася з такими художниками, як Пол Неш і Джон Неш, Крістофер Невінсон і Марк Гертлер. За життя творчість художниці не було оцінено по достоїнству; їй вдалося організувати лише дві свої виставки. Була членом британської інтелектуальної групи Блумсбері. У 1917 році вона ілюструє великою кількістю дереворитів книгу «Дві історії», з творами класика англійської літератури Вірджинії Вулф (Пляма на стіні) і її чоловіка Леонарда («Три єврея»).
Дора Каррінгтон відрізнялася досить ексцентричним характером. Під час Першої світової війни вона, сама бісексуальна, знайомиться з художнім критиком і есеїстом Літтоном Стрейчі. Незважаючи на гомосексуальність останнього, цю пару деякий час пов'язували любовні стосунки. Потім Стрейчі закохується в Ральфа Партріджа, який, для збереження цих відносин в таємниці, одружується в 1921 році на Каррінгтон, створюючи таким чином любовний трикутник. У січні 1932 року Стрейчі помирає від раку, залишивши Дорі спадщину в 10 тисяч фунтів стерлінгів (що в перерахунку становило у 1994 році близько 240 тисяч фунтів). Через два місяці після цього Дора Каррінгтон покінчила життя самогубством — пострілом з рушниці (її перша спроба самогубства — отруїти себе автомобільними вихлопними газами — не вдалася).

## Фільми
- «Каррінгтон»

## Галерея

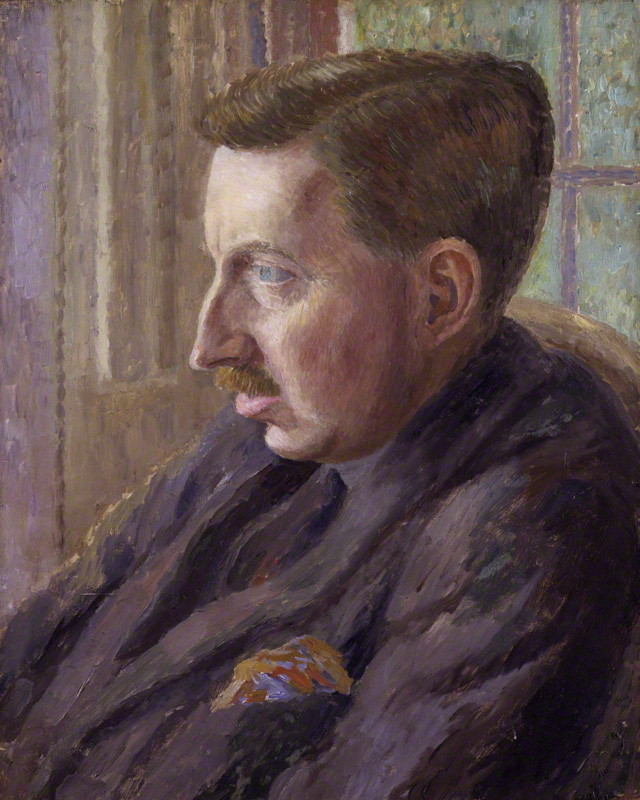
Портрет Е. М. Форстера (1924-25)
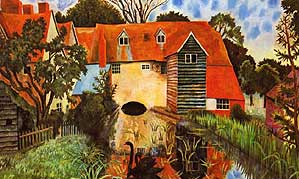
Млин у Тидмарші (1918)
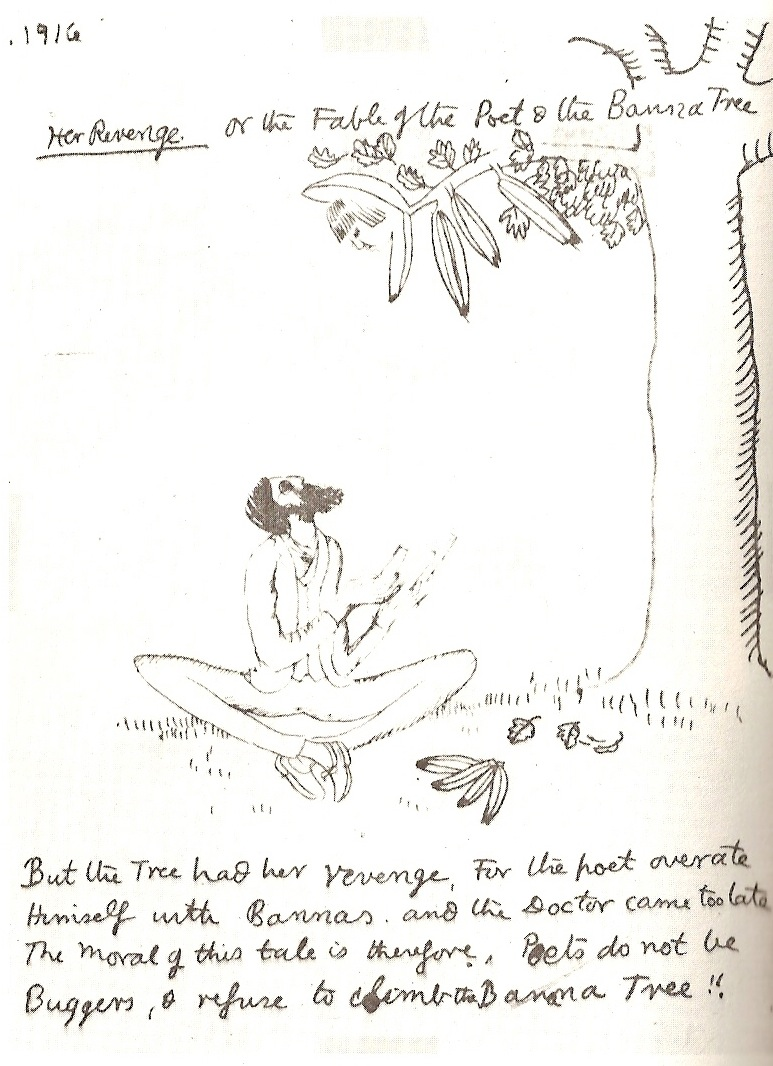
Бананове дерево і Л. Стрейчі (1916)
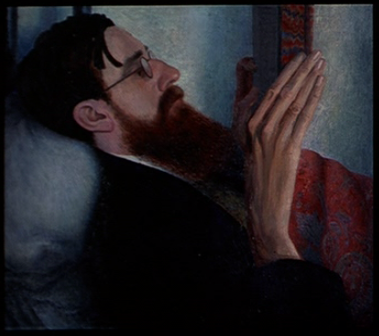
Портрет Літтона Стрейчі (1916)
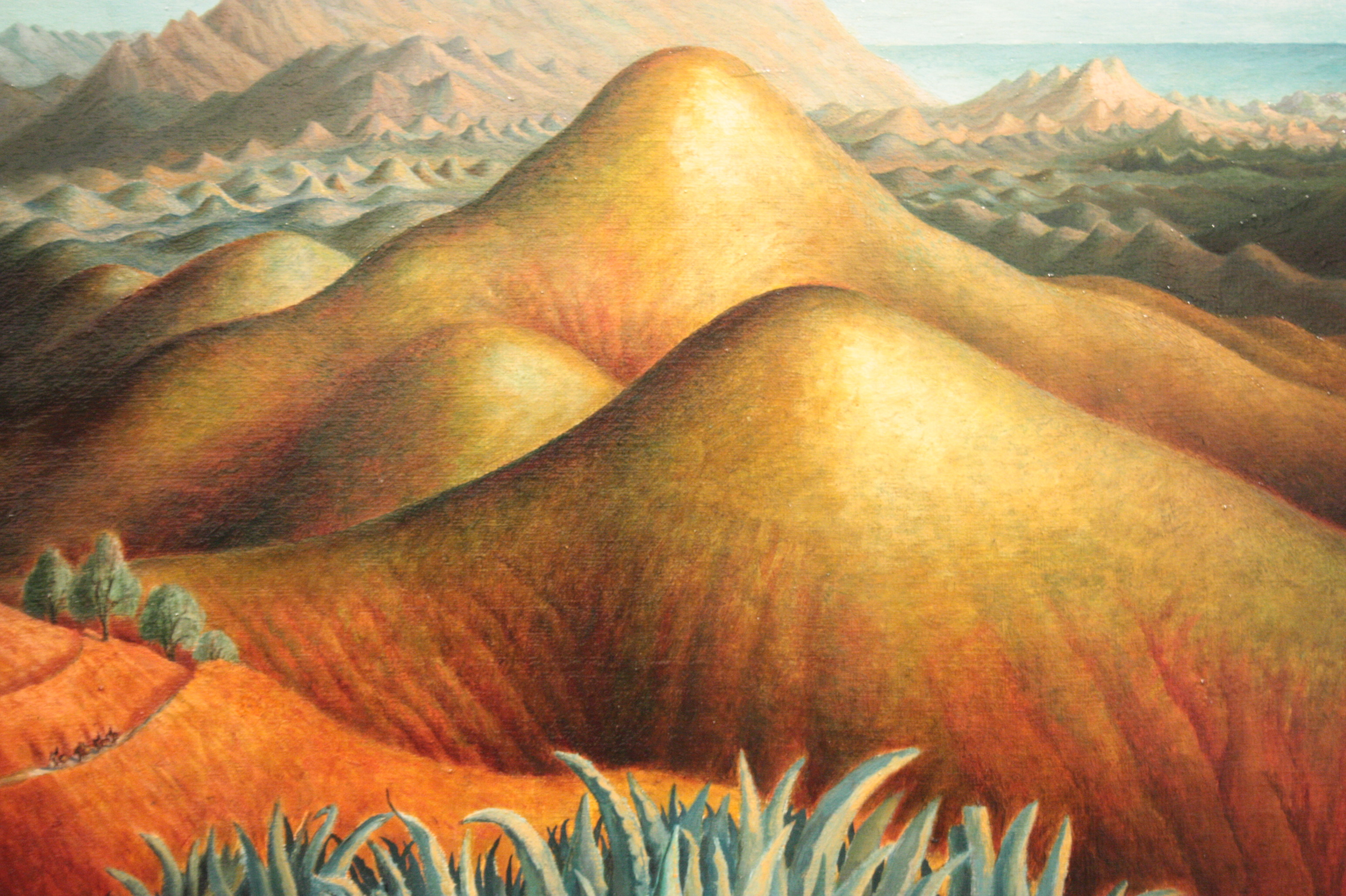
Іспанський краєвид з горами